# 王家柱
王家柱（？—？），字石卿，湖廣荆州府江陵縣人，明朝政治人物。

## 生平
崇祯三年（1630年）庚午科湖廣鄉試第六十五名舉人，崇禎十年（1637年），登丁丑科會試第九十五名，廷試三甲第一百六十八名进士。吏部观政，十一年四月授青阳知县，十二年调贵池，十四年丁憂，十六年考察。

## 家族
曾祖王志学，庐州判、贡生；祖父王三重，庠生；父王大猷，庠生。